# 里奧薩巴洛 (桑布區)
里奧薩巴洛（西班牙語：Río Sabalo），是巴拿馬的城鎮，位於該國東部，由恩貝拉-沃內安特區的桑布區負責管轄，面積562.2平方公里，海拔高度36米，2010年人口1,800，人口密度每平方公里3.2人。